# STS-37
إس تي إس-37 (بالإنجليزية: STS-37)‏ الرحلة التاسعة والثلاثون ضمن برنامج مكوك الفضاء لوكالة ناسا، والرحلة الثامنة على متن مكوك الفضاء أتلانتس، انطلقت الرحلة في 5 أبريل 1991 من مركز كينيدي للفضاء ، وهبطت بتاريخ 11 أبريل في قاعدة إدواردز الجوية، كانت الرحلة الثانية ضمن برنامج المراصد الكبرى، وتم إطلاق مرصد كومبتون لأشعة غاما ليضاف إلى المراصد السابقة هابل وتشاندرا وسبيتزر، بلغ عدد الرواد المشاركين في الرحلة خمسة رواد.